# 節瓜

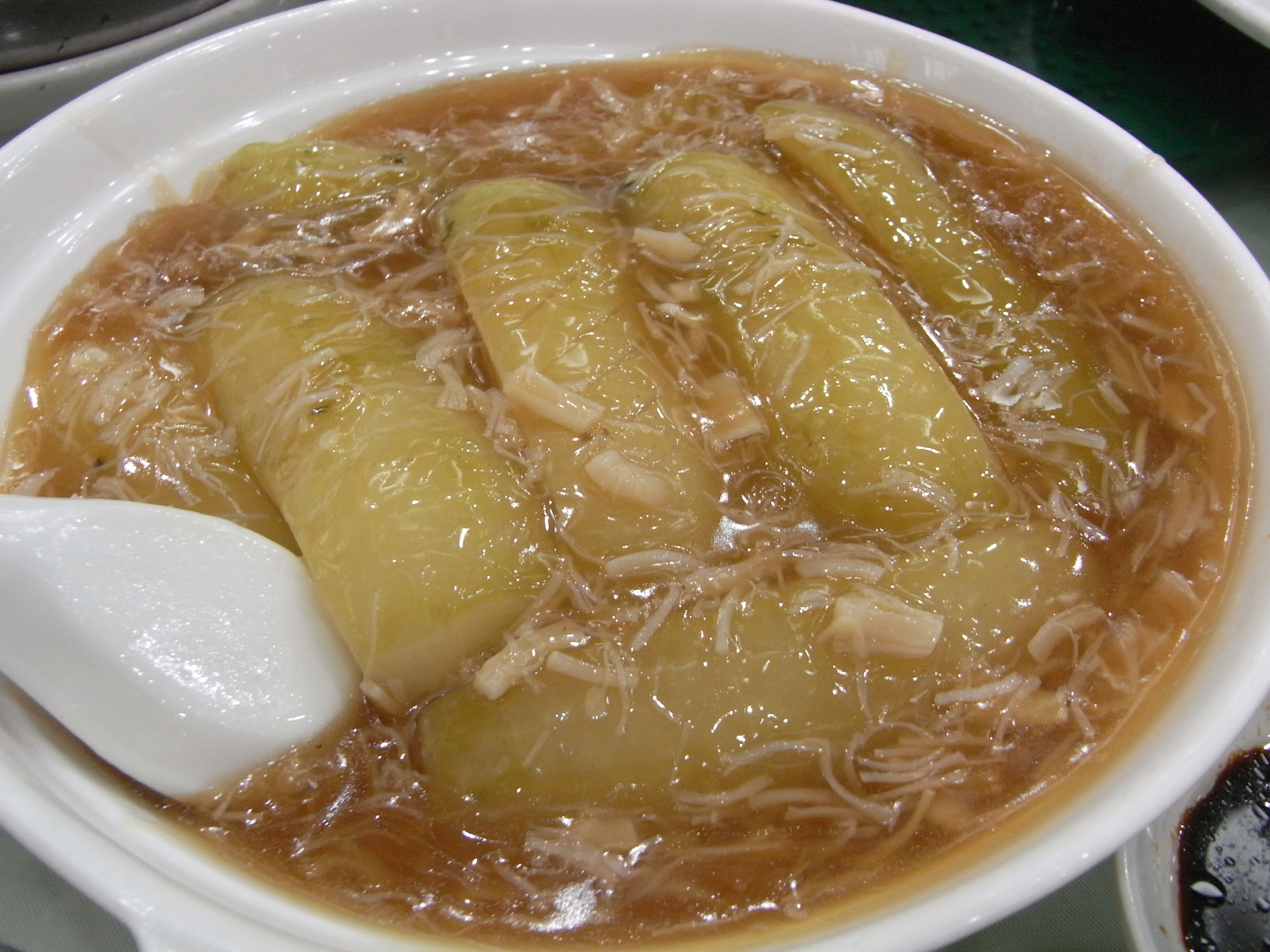
瑤柱炆節瓜

節瓜（学名：Benincasa hispida var. chieh-qua），又稱小冬瓜、毛瓜、腿瓜、長壽瓜，为冬瓜的变种。果實體型較小，故又稱為小冬瓜。

## 生長特徵
節瓜的果實，長約15至25厘米，果內有大量種籽，外皮近青色，表面密披黃褐色的粗硬毛，因此又名毛瓜，但一般在市場上買到的都是經改良的品種，絨毛比較小和短。莖則略為方形。花黃色、五瓣，花期為五月。習性為一年生攀緣草本植物。

## 分佈與生產期
節瓜主要分佈於中國大陸的廣東的廣州和南海和廣西、福建以及美洲、台灣有華人聚居地区，主要生產期為每年5月至第二年的10月。

## 食用與價值
節瓜作為食用蔬菜和水果，老嫩皆可以作菜餚，也可煲湯以作解暑的茶水飲用。營養價值方面，節瓜含有碳水化合物、蛋白質、維生素A、維生素B1、維生素B2、維生素C、核黃素、果糖、胡蘿蔔素以及磷質、鈣質和鐵質等礦物質，營養豐富。中醫亦認為節瓜不寒不熱，相較於冬瓜的寒涼，很具「正氣」。
明朝醫學家李時珍在《本草綱目》中記述：「節瓜味甘，性平，能生津，止渴，解暑濕，健脾胃，通利大小便。」據植物藥理，節瓜乃體弱的病瘉者最合適的食物，其養份較一般蔬菜為高，各種營養分量均不特殊，屬體虛者較易吸收的食用蔬果。對於非腎性水腫病人，節瓜有助利尿，使尿量增加，消除身體積滯的水份。節瓜也適宜水腫脹滿、腳氣、痰喘等之病患作食療。